# Iaská
Iaská fue un gramático sánscrito que se supone que estuvo activo entre los siglos VI y IV a. C..
- yāská, en el sistema AITS (alfabeto internacional para la transliteración del sánscrito).[2]
- यास्क, en escritura devanagari del sánscrito.[2]
- Pronunciación: /iaská/.[2]
- Etimología: desconocida. Monier Williams explica que iaská proviene de iasku (yasku), pero no provee un artículo sobre esta última palabra.[2]

Iaská precedió por poco tiempo al gramático Panini (quien vivió entre los siglos V y IV a. C.).
Es el autor del Nirukta, un tratado técnico sobre etimología, categoría léxica y semántica del idioma sánscrito, que fue escrito como comentario al Nighantu, listas de palabras difíciles del Rig-veda (el texto más antiguo de la India, de mediados del II milenio a. C.).
Aunque en algunos sitios se dice que Iaská escribió el Nighantu, en realidad son de autor anónimo, y fue compuesto en algún momento entre la fijación del texto del Rig-veda (hacia el 1400 a. C.) y la composición del Nirukta de Iaská (entre los siglos VI y IV a. C.).
Se cree que Iaská sucedió a Shakata-Aiana —un antiguo gramático y expositor del Rig-veda—, a quien Iaská menciona en el Nirukta.
El Nirukta terminó convirtiéndose en uno de los seis Vedangas, textos de estudio obligatorio para los estudiosos en la antigua India.
Según el Majábharata (del siglo III a. C.), Iaská enseñó el Iáyur-veda a su discípulo Titiri (quien crearía la Taitiríia-upanishad).